# Iphiaulax rufus
Iphiaulax rufus är en stekelart som beskrevs av Szepligeti 1901. Iphiaulax rufus ingår i släktet Iphiaulax och familjen bracksteklar. Inga underarter finns listade i Catalogue of Life.